# Aciphylla crosby-smithii
Aciphylla crosby-smithii är en flockblommig växtart som beskrevs av Donald Petrie. Aciphylla crosby-smithii ingår i släktet Aciphylla och familjen flockblommiga växter. Inga underarter finns listade i Catalogue of Life.